# Cessna 402
Il Cessna 402 è un aereo da trasporto passeggeri e cargo leggero bimotore ad ala bassa sviluppato dall'azienda aeronautica statunitense Cessna Aircraft Company nei primi anni sessanta e prodotto, oltre che dalla stessa, anche su licenza dalla sudafricana Atlas Aircraft Corporation per il mercato locale.
Evoluzione del precedente Cessna 411, dal quale si distingue assieme al simile Cessna 401 per allestimenti più spartani, una minore capacità di carico e motorizzazione di minore potenza, era destinato al mercato dell'aviazione generale, commerciale e militare, trovando impiego prevalentemente in campo civile, ma anche in alcuni eserciti e aeronautiche militari mondiali.

## Utilizzatori

### Civili
(lista parziale)
 Canada
- West Wind Aviation

 Cile
- Aerovías DAP

 Somalia
- Somali Airlines

### Militari

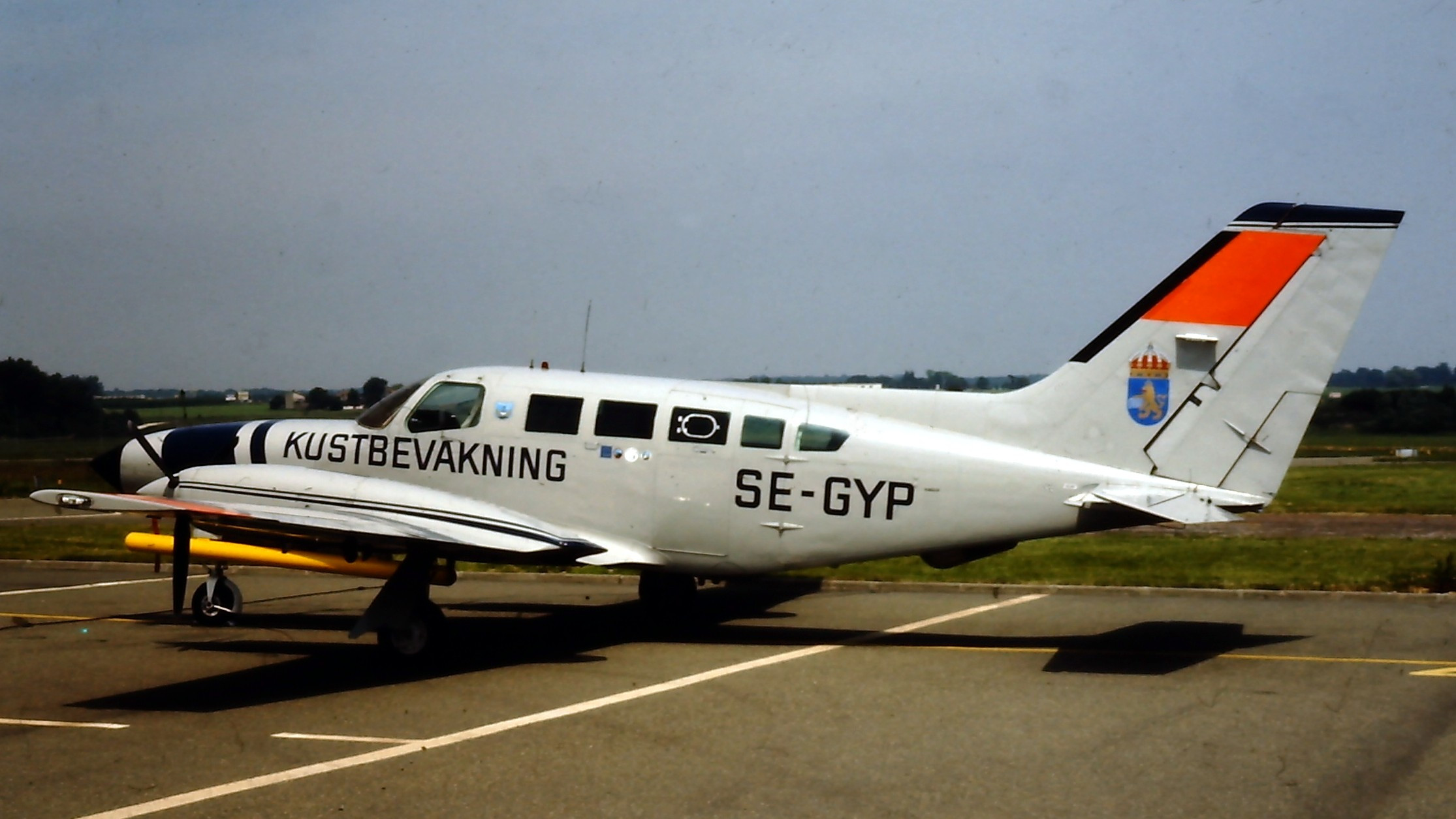
Un Cessna 402C in servizio nella Kustbevakningen, la guardia costiera svedese, fotografato nel 1981.

(lista parziale)
 Barbados
- Barbados Defence Force

 Bolivia
- Aviación de la Armada Boliviana

 Colombia
 Comore
- Comore Air Force

1 C402B consegnato ed ancora in servizio all'agosto 2018.
 Gibuti
- Force Aérienne du Djibouti

 Finlandia
- Suomen ilmavoimat

operò con due esemplari, ora radiati dal servizio.
 Haiti
- Corps d'Aviation d'Garde d'Haiti

 Malaysia
- Tentera Udara Diraja Malaysia

12 C 402B ricevuti nel 1975.
 Messico
- Armada de México

2 C402 in servizio all'aprile 2019.
 Paraguay
- Fuerza Aérea Paraguaya

1 C 402B ed 1 C 402C consegnati. Il C 402C risulta danneggiato nel 2010, immagazzinato ed in attesa di vendita, mentre il C 402B è stato perso in un incidente il 9 febbraio 2021.
 Venezuela